# 1072.
◄ | 10. stoljeće | 11. stoljeće | 12. stoljeće | ►
◄ | 1040-ih | 1050-ih | 1060-ih | 1070-ih | 1080-ih | 1090-ih | 1100-ih | ►
◄◄ | ◄ | 1069. | 1070. | 1071. | 1072. | 1073. | 1074. | 1075. | ► | ►►
Arhitektura • Astronomija • Knjige • Književnost • Kršćanstvo • Medicina • Pravo • Promet • Znanost

## Smrti
- Alp Arslan, seldžučki sultan

## Vanjske poveznice
|  | Zajednički poslužitelj ima još gradiva o temi 1072. |